# Conqueror (Schiff, 1912)
Die HMS Conqueror war ein Schlachtschiff der Orion-Klasse das in den 1910er-Jahren für die Royal Navy gebaut wurde.

## Geschichte
Die Conqueror wurde am 5. April 1910 bei W. Beardmore & Co. in Dalmuir, auf Kiel gelegt, am 1. Mai 1911 vom Stapel gelassen und am 23. November 1912 für den Einsatz im 2. Schlachtgeschwader der Home Fleet in Dienst gestellt. Zwischen dem 17. und 20. Juli 1914 nahm die Conquerer an einer Test-Mobilmachung und Flottenüberprüfung als britische Reaktion auf die Julikrise teil. Nach ihrer Ankunft in Portland am 27. Juli erhielt sie den Befehl, sich zwei Tage später mit dem Rest der Home Fleet nach Scapa Flow zu begeben, um die Flotte vor einem möglichen deutschen Überraschungsangriff zu schützen.

### Erster Weltkrieg
Im August 1914, nach dem Ausbruch des Ersten Weltkriegs, wurde die Home Fleet als Grand Fleet reorganisiert und dem Kommando von Admiral Jellicoe unterstellt. Der größte Teil der Flotte lag kurzzeitig (22. Oktober bis 3. November) in Lough Swilly, Irland, während die Verteidigungsanlagen in Scapa Flow verstärkt wurden. Am Abend des 22. November 1914 unternahm die Grand Fleet einen erfolglosen Vorstoß in die südliche Hälfte der Nordsee, wobei die Conquerer mit dem Hauptverband zur Unterstützung des 1. Schlachtkreuzergeschwaders von Vizeadmiral David Beatty bereitstand. Am 27. November war die Flotte zurück im Hafen von Scapa Flow,

### Raid auf Scarborough, Hartlepool und Whitby
Am 14. Dezember hatte Room 40, eine nachrichtendienstliche Abteilung der britischen Admiralität, deutsche Funksprüche entschlüsselt, die Admiral von Ingenohls Plan für einen Angriff auf Scarborough, Hartlepool und Whitby durch Franz von Hippers Aufklärungsgruppe I enthielten. In Unkenntnis der Briten sollte Hipper jedoch durch die Hochseeflotte verstärkt werden. Die Briten stachen am 15. Dezember in See mit der Absicht, die deutschen Schiffe auf ihrer Rückfahrt in einen Hinterhalt zu locken. In den frühen Morgenstunden des 16. Dezember und bei schwerer See kam es zum Gefecht zwischen britischen und deutschen Zerstörern. Aus Sorge vor einem massierten Angriff der britischen Zerstörer befahl von Ingenohl seinen Schiffen jedoch, abzudrehen.
Am Abend des 23. Januar lief der größte Teil der Grand Fleet von Scapa Flow aus, um Beattys Schlachtkreuzer zu unterstützen, waren jedoch zu weit entfernt, um am folgenden Tag am Gefecht auf der Doggerbank teilnehmen zu können. Vom 7. bis zum 10. März unternahm die Grand Fleet eine Aufklärungsfahrt in der nördlichen Nordsee, bei der sie Übungsmanöver durchführte.
Vom 17. bis zum 19. Mai und vom 29. bis zum 31. Mai unternahm die Grand Fleet Vorstöße in die zentrale Nordsee, ohne auf deutsche Schiffe zu stoßen. Vom 11. bis zum 14. Juni führte die Flotte erneut Geschütz- und Gefechtsübungen westlich von Shetland durch. Vom 2. bis 5. September unternahm die Flotte eine weitere Fahrt in der Nordsee, bei der sie Geschützübungen durchführte und verbrachte den Rest des Monats mit zahlreichen Trainingsübungen. Vom 13. bis zum 15. Oktober unternahm das Schiff zusammen mit dem Großteil der Grand Fleet einen weiteren Einsatz in der Nordsee. Fast drei Wochen später, vom 2. bis zum 5. November, nahm die Conquerer an einer weiteren Flottenübungsoperation westlich von Orkney teil.
Die Grand Fleet brach am 26. Februar 1916 zu einer Fahrt in die Nordsee auf. Admiral John Jellicoe wollte die Harwich Force einsetzen, um die Helgoländer Bucht zu durchkämmen, aber schlechtes Wetter verhinderte Operationen in der südlichen Nordsee. Daher beschränkte sich die Operation auf das nördliche Ende des Meeres. Am 6. März begann ein weiterer Sucheinsatz, der jedoch am folgenden Tag abgebrochen werden musste, da das Wetter für die begleitenden Zerstörer zu schlecht wurde. In der Nacht zum 25. März verließen die Conquerer und der Rest der Flotte Scapa Flow, um Admiral Beattys Schlachtkreuzer bei dem Angriff auf den deutschen Zeppelinstützpunkt in Tønder zu unterstützen. Als sich die Grand Fleet am 26. März dem Gebiet näherte, hatten sich die britischen und deutschen Streitkräfte bereits getrennt und ein starker Sturm bedrohte die kleineren Schiffe, so dass die Flotte den Befehl erhielt, zur Basis zurückzukehren. Am 21. April führte die Grand Fleet ein Ablenkungsmanöver vor Horns Riff durch, um es der Kaiserlich Russischen Marine zu ermöglichen ihre Minenfelder in der Ostsee neu zu verlegen.

#### Skagerrakschlacht
In dem Versuch, einen Teil der Grand Fleet aus ihren Häfen zu locken und zu vernichten, verließ die deutsche Hochseeflotte, bestehend aus 16 Schlachtschiffen, sechs Einheitslinienschiffen und weiteren Schiffen, am frühen Morgen des 31. Mai Wilhelmshaven. Die Flotte fuhr in gemeinsamer Formation mit den fünf Schlachtkreuzern von Vizeadmiral Franz Hipper. Die nachrichtendienstliche Abteilung der britischen Admiralität, Room 40, hatte den deutschen Funkverkehr mit den Operationsplänen abgefangen und entschlüsselt. Daraufhin befahl die Admiralität der Grand Fleet, die insgesamt 28 Schlachtschiffe und neun Schlachtkreuzer umfasste, noch in der Nacht auszulaufen, um die Hochseeflotte abzuschneiden und zu vernichten.

Manöver der britischen (blau) und deutschen (rot) Flotte vom 31. Mai bis 1. Juni 1916

 In der ersten Phase des allgemeinen Gefechts feuerte das Schiff um 18:31 Uhr drei Salven auf ein Schlachtschiff ab, ohne sichtbare Wirkung. Anschließend feuerte sie auf den langsame Fahrt machenden Leichten Kreuzer SMS Wiesbaden. Von 19:12 Uhr bis 19:25 Uhr wehrte sie einen Angriff feindlicher Zerstörer ab. Dies war das letzte Mal, dass das Schiff während der Schlacht seine Geschütze einsetzte.

### Anschließende Aktivitäten
Am 22. April 1918 fuhr die Hochseeflotte zum letzten Mal nach Norden, um einen Konvoi nach Norwegen abzufangen, musste aber zwei Tage später umkehren, nachdem der Schlachtkreuzer Moltke einen Maschinenschaden erlitten hatte. Die Grand Fleet lief am 24. April von Rosyth aus, als die Operation entdeckt wurde, konnte die Deutschen aber nicht mehr einholen. Die Grand Fleet lief am 18. August aus, um die deutsche Hochseeflotte auf ihrem Vormarsch in die südliche Nordsee aus dem Hinterhalt anzugreifen, aber eine Reihe von Fehlmeldungen hinderte Jellicoe daran, die Flotte abzufangen, bevor sie in den Hafen zurückkehrte. Zwei Leichte Kreuzer wurden während der Operation von deutschen U-Booten versenkt, was Jellicoe zu der Entscheidung veranlasste, die größeren Einheiten der Flotte südlich von 55° 30' Nord nicht zu riskieren, da es dort viele deutsche U-Boote und Minen gab. Die Admiralität stimmte dem zu und legte fest, dass die Grand Fleet nicht ausrücken würde, es sei denn, die deutsche Flotte versuchte eine Invasion Großbritanniens oder es bestand die große Möglichkeit, dass sie unter geeigneten Bedingungen zu einem Gefecht gezwungen werden könnte.

### Nachkriegszeit
Am 1. Mai 1919 wurde die Conquerer dem 3. Schlachtgeschwader der Home Fleet zugeteilt. Am 1. November wurde die Conquerer der Reserveflotte in Portland zugeteilt und am 18. März 1920 zurück nach Portsmouth verlegt. Im Juni 1922 wurde sie von der Marineliste gestrichen und gemäß dem Washingtoner Flottenabkommen am 19. Dezember an Upnor Shipbreaking Co. zum Abwracken verkauft.

## Technik
Das Schiff hatte eine Gesamtlänge von 177,10 m, eine Breite von 26,80 m und einen Tiefgang von 8,40 m. Die Verdrängung lag zwischen 22.000 t und 26.000 t.

### Antrieb
Die Conqueror war mit zwei Parsonsturbinen ausgestattet, die jeweils zwei Wellen antrieben und insgesamt 27.000 PS (19.858 kW) entwickelten, mit denen sie eine Höchstgeschwindigkeit von 21 Knoten (39 km/h) erreichte. Der Dampf wurde von achtzehn Babcock & Wilcox-Wasserrohrkesseln geliefert. Das Schiff konnte maximal 3.353 t Kohle oder 812 t Heizöl mitführen, was ihm bei 10 Knoten (19 km/h) eine Reichweite von 6.730 Seemeilen (12.460 km) ermöglichte. Die Besatzung des Schiffes bestand aus 752 Offizieren und Mannschaft.

### Bewaffnung
Die Hauptbewaffnung bestand aus zehn 343-mm-Geschützen in fünf Zwillingstürmen, jeweils zwei vor und hinter den sowie einer zwischen den Aufbauten mit den Bezeichnungen „A“, „B“, „Q“, „X“ und „Y“ (von vorne nach achtern). Die Sekundärbewaffnung bestand aus sechzehn 102-mm-Kanonen. Vier dieser Geschütze befanden sich in freiliegenden Lafetten auf dem Schutzdeck, die übrigen Geschütze waren in den Aufbauten untergebracht. Außerdem hatte das Schiff drei 533-mm-Torpedorohre, von denen sich eines auf jeder Breitseite und das dritte im Heck befand.

### Sensoren, Feuerleitsystem
Die Steuerstände für die Hauptbewaffnung befanden sich in den Marsen des Fock- und Großmastes. Die Daten eines 2,7-m-Barr-&-Stroud-Koinzidenz-Entfernungsmessers wurden in eine Dumaresq-Rechenmaschine eingegeben und elektrisch an die Vickers-Entfernungsuhren übertragen, die sich in der Übertragungsstation unter jeder Position auf dem Hauptdeck befanden, wo sie in Entfernungs- und Vorhaltedaten für die Geschütze umgewandelt wurden. Diese  wurden auch grafisch auf ein Plotting board übertragen, um dem Geschützoffizier bei der Vorhersage der Bewegung des Ziels zu helfen. Die Geschütztürme, Sendestationen und Steuerstände konnten in nahezu beliebiger Kombination miteinander verbunden werden. Als Reserve konnten zwei Geschütztürme auf jedem Schiff im Bedarfsfall übernehmen.

### Panzerung
Die Conqueror verfügte über einen Panzergürtel aus Krupp-Zementstahl. Er war mittschiffs 304 mm dick und verjüngte sich nach vorn auf 152 mm und achtern auf 64 mm. Der Gürtel bedeckte das Schiff vom Mitteldeck bis 1 m unterhalb der Wasserlinie. Darüber befand sich ein Plankengang mit 203 mm starker Panzerung. 152 mm starke Querschotten vorne und 203 mm Querschotten achtern verbanden den Gürtel mit den Barbetten. Die Barbetten waren mit 254 mm oberhalb des Hauptdecks und darunter mit 178 mm gepanzert. Die Geschütztürme waren an den Seiten zwischen 203 mm und 279 mm und auf dem Dach mit 76 mm gepanzert. Die vier gepanzerten Decks hatten eine Dicke von 25 bis 102 mm. Der Kommandoturm war rundherum mit 279 mm und auf dem Dach mit 76 mm starken Platten gesichert.